# Хунор Келемен
Хунор Келемен (рум. Hunor Kelemen, угор. Kelemen Hunor; нар. 18 жовтня 1967, Кирца, Румунія) — румунський політик і письменник угорського походження. З 2000 року є членом Палати депутатів від Демократичного союзу угорців Румунії. У листопаді 2009 року він взяв участь в президентських виборах, на яких зайняв п'яте місце, отримавши 3,83 % голосів. Міністр культури і національної спадщини у 2009–2012 роках.